# Григорий II (патриарх Константинопольский)
Григо́рий II Ки́прский (греч. Γρηγόριος ο Κύπριος; 1241, Лапитос, Кипр — 1289, Константинополь) — патриарх Константинопольский (1283—1289).

## Биография
В миру носил имя Георгий, имел благородное происхождение. Подростком приехал в Никосию для получения образования. Неудовлетворённый образованием, получаемым от греческих учителей, стал студентом в латинской школе. Латынь давалась ему трудно, и по этой причине грамматика и логика Аристотеля были изучены им поверхностно.
Из Никосии он на корабле приплыл в Птолемаиду, откуда перешёл в Эней в Малой Азии, а затем в Эфес чтобы стать учеником у Никифора Влеммида, но был разочарован им и переехал в Никею, где его учителем стал Георгий Акрополит. После захвата в 1261 году Константинополя войсками Никейской империи переехал в столицу и стал учителем. Его учеником был Никифор Хумн.
В 1283 году он стал Константинопольским патриархом. В ответ на Лионскую унию, заключённую в 1274 году Григорий написал сочинение о вечном проявлении Святого Духа Сыном. Формула Григория считается православным «ответом» на Filioque. Понимание Григорием учения о Святой Троицы было подтверждено Константинопольским собором 1285 года в Влахернах.
Григорий собрал коллекцию пословиц и написал автобиографию. Скончался в 1289 году.